# 伊萬·瓦季奇
伊萬·瓦季奇（Ivan Vargić，1987年3月15日—）是克羅埃西亞的一位職業足球選手，在場上的位置是門將，現在效力於斯洛文尼亞足球甲級聯賽俱樂部科佩爾。他也是克羅埃西亞國家足球隊的成員，曾經代表克羅埃西亞U21國家隊參賽並且入選了克羅埃西亞2016年歐洲國家盃參賽名單。